# 1101 Clematis
1101 Clematis هو كويكب من المناطق الخارجية لحزام الكويكب ، قطرها حوالي 37 كم. وقد تم اكتشافه في 22 أيلول 1928، من قبل الفلكي الألماني كارل Reinmuth في مرصد الدولة هايدلبرغ-Königstuhl في جنوب غرب ألمانيا،  الكويكب يفترض أن الكويكب لديه فترة دوران طويلة نسبيا من 34.3 ساعة.